# Hrubá Borša
Hrubá Borša este o comună slovacă, aflată în districtul Senec din regiunea Bratislava. Localitatea se află la altitudinea de 120 m deasupra n.m., se întinde pe o suprafață de 5,85 km2 și în 2017 număra 891 de locuitori.

## Istoric
Localitatea Hrubá Borša este atestată documentar din 1244.

## Demografie
| An:                | 1994 | 2004    | 2014    | 2024     |
| ------------------ | ---- | ------- | ------- | -------- |
| Număr de persoane: | 327  | 386     | 623     | 1739     |
| Diferență:         |      | +18,04% | +61,39% | +179,13% |

| An:                | 2023 | 2024   |
| ------------------ | ---- | ------ |
| Număr de persoane: | 1672 | 1739   |
| Diferență:         |      | +4,00% |